# Blondi (película de 2023)
Blondi es una película de comedia argentina de 2023 dirigida y protagonizada por Dolores Fonzi, quien la coescribió junto a Laura Paredes. La película está protagonizada por la mencionada Dolores Fonzi junto a Carla Peterson, Rita Cortese, Leonardo Sbaraglia y Toto Rovito.
La película fue seleccionada para competir en la sección oficial a la mejor película de la Competencia Internacional en la 24° edición del Buenos Aires Festival Internacional de Cine Independiente.

## Sinopsis
Blondi y Mirko viven juntos, escuchan la misma música, ven las mismas películas, les gusta fumar porritos y tienen los mismos amigos. Pero, aunque parecen tener la misma edad, Blondi es la madre de Mirko.

## Reparto
- Dolores Fonzi como Blondi
- Toto Rovito como Mirko
- Carla Peterson como Martina
- Rita Cortese como Pepa
- Leonardo Sbaraglia como Eduardo
- Milagros Iturriza como Andy
- Federico Pereyra como Camilo
- Simón Saieg como Pablo
- Felipe Saade como Felipe
- Micaela Rey como Teresa
- Elvira Onetto como Viviana Astral

## Recepción

### Respuesta de la crítica
En el sitio web Todas Las Críticas, la cinta tiene un puntaje de 79/100 basado en 11 reseñas, con un 100% de ellas siendo positivas.

## Premios y nominaciones
| Premio/Festival de Cine                                   | Fecha del evento                 | Categoría                                | Nominado                          | Resultado | Ref.        |
| --------------------------------------------------------- | -------------------------------- | ---------------------------------------- | --------------------------------- | --------- | ----------- |
| Buenos Aires Festival Internacional de Cine Independiente | 19 de abril al 1 de mayo de 2023 | Competencia internacional Mejor película | Blondi                            | Nominado  | [ 3 ]       |
| Premios Sur                                               | 26 de agosto de 2024             | Mejor película                           | Blondi                            | Nominado  | [ 4 ] [ 5 ] |
| Premios Sur                                               | 26 de agosto de 2024             | Mejor ópera prima                        | Blondi                            | Ganador   | [ 4 ] [ 5 ] |
| Premios Sur                                               | 26 de agosto de 2024             | Mejor dirección                          | Dolores Fonzi                     | Nominada  | [ 4 ] [ 5 ] |
| Premios Sur                                               | 26 de agosto de 2024             | Mejor actriz                             | Dolores Fonzi                     | Ganadora  | [ 4 ] [ 5 ] |
| Premios Sur                                               | 26 de agosto de 2024             | Mejor actor                              | Toto Rovito                       | Nominado  | [ 4 ] [ 5 ] |
| Premios Sur                                               | 26 de agosto de 2024             | Mejor actor revelación                   | Toto Rovito                       | Ganador   | [ 4 ] [ 5 ] |
| Premios Sur                                               | 26 de agosto de 2024             | Mejor actriz de reparto                  | Carla Peterson                    | Nominada  | [ 4 ] [ 5 ] |
| Premios Sur                                               | 26 de agosto de 2024             | Mejor actriz de reparto                  | Rita Cortese                      | Ganadora  | [ 4 ] [ 5 ] |
| Premios Sur                                               | 26 de agosto de 2024             | Mejor guion original                     | Dolores Fonzi y Laura Paredes     | Nominadas | [ 4 ] [ 5 ] |
| Premios Sur                                               | 26 de agosto de 2024             | Mejor fotografía                         | Javier Juliá                      | Nominado  | [ 4 ] [ 5 ] |
| Premios Sur                                               | 26 de agosto de 2024             | Mejor dirección de arte                  | Micaela Saiegh                    | Nominada  | [ 4 ] [ 5 ] |
| Premios Sur                                               | 26 de agosto de 2024             | Mejor diseño de vestuario                | Paula Kasakoff y Greta Ure        | Nominadas | [ 4 ] [ 5 ] |
| Premios Sur                                               | 26 de agosto de 2024             | Mejor maquillaje y caracterización       | Ángela Garacija y Malvina Mariani | Nominadas | [ 4 ] [ 5 ] |
| Premios Martín Fierro de Cine y Series                    | 21 de octubre de 2024            | Mejor ópera prima                        | Blondi                            | Ganador   | [ 6 ]       |
| Premios Cóndor de Plata                                   | 20 de febrero de 2025            | Mejor película                           | Blondi                            | Nominado  | [ 7 ]       |
| Premios Cóndor de Plata                                   | 20 de febrero de 2025            | Mejor ópera prima                        | Blondi                            | Ganador   | [ 7 ]       |
| Premios Cóndor de Plata                                   | 20 de febrero de 2025            | Mejor dirección                          | Dolores Fonzi                     | Nominada  | [ 7 ]       |
| Premios Cóndor de Plata                                   | 20 de febrero de 2025            | Mejor actriz                             | Dolores Fonzi                     | Nominada  | [ 7 ]       |
| Premios Cóndor de Plata                                   | 20 de febrero de 2025            | Mejor actriz de reparto                  | Rita Cortese                      | Ganadora  | [ 7 ]       |
| Premios Cóndor de Plata                                   | 20 de febrero de 2025            | Revelación masculina                     | Toto Rovito                       | Ganador   | [ 7 ]       |
| Premios Cóndor de Plata                                   | 20 de febrero de 2025            | Mejor guion original                     | Dolores Fonzi y Laura Paredes     | Nominadas | [ 7 ]       |
| Premios Cóndor de Plata                                   | 20 de febrero de 2025            | Mejor música original                    | Pedro Osuna                       | Nominado  | [ 7 ]       |
| Premios Cóndor de Plata                                   | 20 de febrero de 2025            | Mejor dirección de casting               | Katia Szechtman y Mariana Mitre   | Ganadoras | [ 7 ]       |